# Podarim-Dobim
Podarim-Dobim je bila nagradna igra in akcija zbiranja denarja za slovenske športnike pod okriljem Slovenske smučarske zveze in (do osamosvojitve) Jugoslovanskega smučarskega sklada (YU SKI POOL), ki je potekala od leta 1984 do 1997.
Ljudje so pri akciji z nakupom kartice Podarim-Dobim prispevali denar za športnike, ob tem pa sodelovali v nagradni igri za sponzorske dobitke, med katerimi so bile tudi hiše, avtomobili in doživljenjske denarne rente. V 13 sezonah so prodali približno 18 milijonov kartic, v rekordni sezoni okoli leta 1989 pa več kot 2,230.000 darilnih kartic letno. Zadnjo sezono 1997 so prodali 650.000 kartic.
Formalno kartica ni bila srečka ampak kviz, saj je vsebovala nagradno vprašanje, zato po takratni zakonodaji davčno ni štela pod igre na srečo.
Pobudnik akcije je bil Evgen Bergant z Dela, po vzgledu podobne akcije, ki so jo v Nemčiji in Avstriji organizirali pri organizaciji Sporthilfe. Predsednik odbora akcije je bil Ante Mahkota iz časopisa Delo, za marketing in scenarije oglasov in oddaj pa je skrbel Jure Apih, oddaje je režiral Jaka Judnič.
RTV je za akcijo prispeval brezplačne termine, sponzor je bila tudi Pošta, ki je zastonj raznašala kartice in darila. Delo je v svojih tiskarnah po znižani ceni tiskalo kartice. Bogate nagrade so  brezplačno prispevala praviloma družbena podjetja (Marles montažne hiše, Droga Portorož čaj 1001 cvet, Jeklotehna avtomobili Daihatsu, Revoz z avtomobili Renault, Juteks, Podravka, Tobačna tovarna, TAM, ...), pri čemer sta imela veliko vlogo Tone Vogrinec in Lojze Gorjanc, takrat vodje alpskih in nordijskih smučarjev.
Neformalni zaščitni znak igre je bil voditelj Janez Hočevar - Rifle s črno-oranžnim šalom. Medijsko prepoznavnost pa so si s svojo ljudsko podobo v oddaji gradili tudi športniki smučarji, ki so pri oddajah redno sodelovali (Mateja Svet, Bojan Križaj, Rok Petrovič, Boris Strel, Jure Franko, Nataša Bokal, Primož Ulaga, ...) - v zadnjem obdobju so se jim pridružili tudi vrhunski športniki drugih panog.
Zaradi sprememb v davčni zakonodaji glede sponzorstev in zakonodaji o igrah na srečo in drugih družbenih sprememb, kot so privatizacija ali propad družbenih podjetij ter zaradi vedno večje komercializacije športa in družbe na sploh, se je akcija s sezono 96/97 zaključila.
V začetku leta 2023 je TV Slovenija predvajala dvodelni dokumentarni film o prvih 13 letih vzpona in razvoja akcije Podarim dobim: Podarim dobim - igra, ki je prebudila tigra avtorja Bojana Krajnca.

## Dobim-podarim
Vlada Republike Slovenije je 11. decembra 1997 Športni loteriji dodelila koncesijo za pripravljanje igre na srečo Dobim-podarim. Ta je v začetku leta 1998 z nekaterimi tehnološkimi spremembami nadomestila Podarim-dobim. Nagrade so bile zgolj denarne, predvajal pa jo je POP tv, v začetku je oddaje tradicionalno vodil Janez Hočevar - Rifle, kmalu pa so jo v slogu klasičnih nagradnih iger vodili voditelji kot je bila Helena Lovše. Igra je počasi tonila v pozabo a se je izvajala še dobro desetletje. Večjo prepoznavnost je doživela 1999, ko so oglas Dobre vile za igro posneli Miha Hočevar in člani teatra Grejpfruit.

## Podarim-dobim 2022
V programsko-produkcijskem načrtu RTV Slovenija za leto 2022 je zapisano, da bodo proti koncu leta 2022 začeli novo oddajo Podarim – dobim. S projektom se intenzivno ukvarjajo tudi pri Slovenski smučarski zvezi (SZS). Tomi Trbovc, predstavnik za odnose z javnostjo pri SZS, pravi, da pri projektu intenzivno delajo, oddaja oziroma žrebanje pa je le en del celotne izvedbe. Več bo znanega po februarju 2022.